# Léon Goossens
Léon Jean Goossens, CBE FRCM (12 de junho de 1897 - 13 de fevereiro de 1988) foi um oboísta britânico.
Léon Goossens nasceu em Liverpool, Inglaterra e estudou na Faculdade Real de Música. Seu pai foi o [violino|violinista]] e maestro Eugène Goossens, seu irmão o maestro e compositor Eugene Aynsley Goossens e sua irmã foi a harpista Sidonie Goossens.
Durante o início e partes da primeira metade do século XX, Goossens foi o principal oboísta do mundo. Ele trabalhou na Orquestra do Queen's Hall, conduzido por Henry J. Wood, aos quinze anos de idade e posteriormente, em 1932, junto com o maestro britânico Sir Thomas Beecham, fundou a nova orquestra, Orquestra Filarmônica de Londres, mas também trabalhou em uma carreira de música de câmara.
Goossens interpretou inúmeros trabalhos para oboé de renomados compositores, como Sir Edward Elgar, Ralph Vaughan Williams e Rutland Boughton, e colaborou extensivamente com outro proeminente solista, Yehudi Menuhin.
Ele foi apontado como Comandante da Ordem do Império Britânico (CBE) em 1950 e feito Membro da Faculdade Real de Música em 1962.